# Flip-over

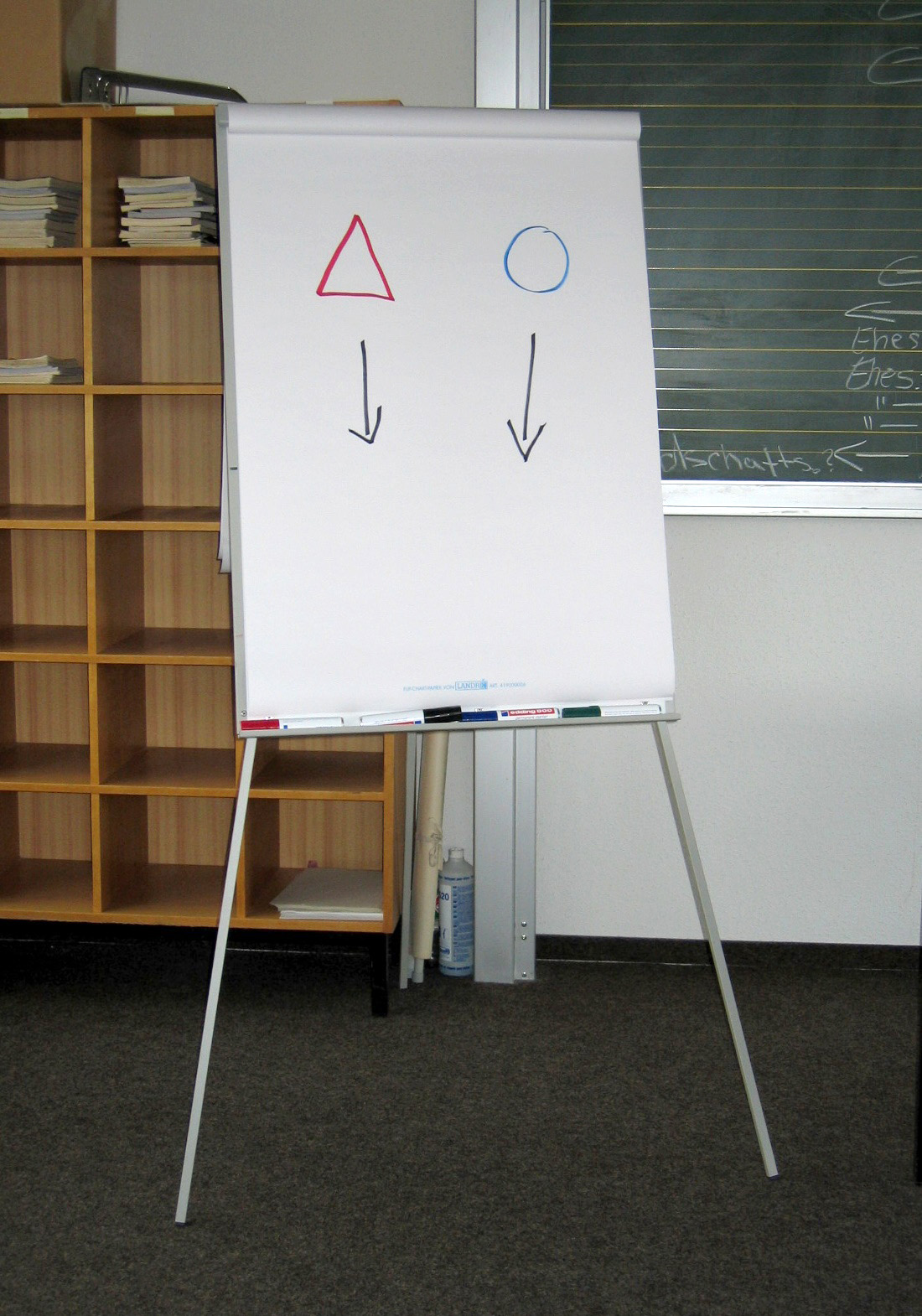

Een flip-over is een presentatiebord waarop een enorm kladblok is bevestigd. Hierdoor fungeert de flip-over vergelijkbaar met een whiteboard, maar dan met de mogelijkheid om heen en weer te bladeren.
Flip-overs worden vaak als hulpmiddel gebruikt bij brainstormsessies, presentaties en scholingen. Voordeel is dat geen randapparatuur, zoals een beamer, nodig is en dat er op van tevoren beschreven vellen tijdens het gebruik nog gemakkelijk zaken bijgeschreven kunnen worden. Flip-overs zijn daarom een goed alternatief als dergelijke apparatuur niet beschikbaar is of als een beamer of computer defect is. Nadeel is dat het schrijfoppervlak vrij klein is, zodat dit presentatiemiddel zich minder goed leent voor gebruik in grote ruimtes.